# Stolnica sv. Pavla, Mdina
Metropolitanska stolnica svetega Pavla (malteško Il-Katidral Metropolitan ta 'San Pawl), znana kot stolnica svetega Pavla ali stolnica v Mdini, je rimskokatoliška stolnica v Mdini na Malti, posvečena apostolu Pavlu. Ustanovljena je bila v 12. stoletju. Stoji na kraju, na katerem se je rimski guverner Publij srečal s svetim Pavlom po brodolomu na Malti. Prvotna stolnica je bila leta 1693 močno poškodovana ob potresu na Siciliji, zato je bila porušena in zgrajena v baročnem slogu in po načrtu malteškega arhitekta Lorenza Gafe med letoma 1696 in 1705. Stolnica je Gafova mojstrovina.
Stolnica je bila sedež rimskokatoliške nadškofije Malte, od 19. stoletja pa si je to vlogo delila s stolnico svetega Janeza v Valleti.

## Zgodovina
Po izročilu je pred stolnico stala palača, ki je pripadala svetemu Publiju, rimskemu guvernerju Melite, ki je na Malti pozdravil apostola Pavla po njegovem brodolomu. Po Apostolskih delih je Pavel ozdravil Publijevega očeta in mnoge druge bolne ljudi na otoku [28: 1–10]. Prebivalstvo Malte se je kasneje spreobrnilo v krščanstvo in Publij je postal prvi škof Malte .
Prva stolnica, ki je stala na tem kraju, naj bi bila posvečena sveti Mariji, vendar je v arabskem obdobju  propadala  (cerkve v Melitu so bile oplenjene po vdoru Aglabidov leta 870). 
Po vdoru Normanov leta 1091 se je na malteških otokih kot prevladujoča vera ponovno uveljavilo krščanstvo. Stolnica, posvečena svetemu Pavlu, je bila zgrajena v 12. in 13. stoletju v romanskem in gotskem slogu, večkrat je bila razširjena in spremenjena.
Leta 1679 sta se škof Miguel Jerónimo de Molina in stolni kapitelj odločila za zamenjavo srednjeveškega kora z baročnim, arhitekt Lorenzo Gafà pa je bil imenovan za načrtovanje in nadzor nad gradnjo. Stolnica je bila čez nekaj let poškodovana ob potresu na Siciliji leta 1693, a nekateri deli  stavbe so se ohranili. 11. aprila 1693 je bila sprejeta odločitev, da se stara stolnica podre in se zgradi nova v baročnem slogu po zasnovi Gafe. Kor in zakristija, ki sta preživela potres, sta bila vključena v novo stolnico. Dela so se začela leta 1696, stavba pa je bila do leta 1702 skoraj končana. Posvetil jo je škof Davide Cocco Palmieri 8. oktobra 1702. Stolnica je bila povsem dokončana 24. oktobra 1705, ko je bila končana  kupola.  Stavba velja za Gafovo mojstrovino.
V poznih 1720-ih so bile porušene nekatere srednjeveške hiše na jugu stolnice, da bi prišli do trga, škofijske palače in semenišča (zdaj stolnični muzej). Trg pred stolnico je bil razširjen v začetku 19. stoletja po rušenju nekaterih srednjeveških zgradb. 
Stolnica je bila poškodovana v drugem potresu leta 1856, ko so bile uničene freske na kupoli iz 18. stoletja.
Danes je stolnica ena glavnih turističnih znamenitosti Mdine.  Je državni spomenik in je na seznamu kulturnih znamenitosti malteških otokov. 

## Arhitektura

### Zunanjost
Stolnica svetega Pavla je zgrajena v baročnem slogu z nekaterimi vplivi matične malteške arhitekture. Glavna fasada je na Trgu svetega Pavla (malteško Pjazza San Pawl ali Misraħ San Pawl) na nizkem prostoru pred cerkvijo, do nje vodijo tri stopnice. Fasada je razdeljena na tri dele s pilastri v korintskem in kompozitnem redu. Srednja tretjina je postavljena naprej in ima glavna vrata, nad katerimi so grbi mesta Mdina, velikega mojstra Ramona Perellosa y Roccafula in škofa Davida Cocca Palmierija, ki jih je oblikoval Giuseppe Darmanin. Barvni grb sedanjega nadškofa (Charles Scicluna) je tik pod grbom Mdine. V zgornjem nadstropju je okno s polkrožnim zgornjim delom, nad njim pa trikotni pediment. Zvoniki, ki so imeli prvotno šest zvonov, so na obeh straneh fasade.  Cerkev ima osmerokotno kupolo z osmimi kamnitimi okrasnimi elementi nad visokim bobnom, ki vodi do lanterne.

## Notranjost
Stolnica ima tloris  latinskega križa, sestavljen iz obokane glavne ladje, dveh stranskih ladij in dveh stranskih kapelic. Večina stolnice je sestavljena iz intarziranih nagrobnih spomenikov ali spominskih marmornatih plošč, podobnih tistim, ki jih najdemo v sostolnici svetega Janeza v Valletti in stolnici Marijinega vnebovzetja (Viktorija) na otoku Gozo. V stolnici so pokopani ostanki več škofov in kanonikov ter laikov iz plemenitih družin.
Na stropu so freske, ki prikazujejo življenje svetega Pavla. V poznem 18. stoletju so jih naslikali sicilijanski slikarji Vincenzo, Antonio in Francesco Manno. Bratje Manno so naslikali tudi freske na kupoli, vendar so jih po potresu leta 1856 med obnovo uničili. Nova freska na kupoli je delo Giuseppeja Galluccija iz  leta 1860, ki jo je obnovil Giuseppe Calì. Galluccijeve in Calijeve poslikave so bile uničene zaradi nujnih popravil leta 1927, nadomestili so jih s fresko Svetniški sij svetega Petra in svetega Pavla, ki je delo Maria Caffarja Roreja. Strop je obnovil Samuel Bugeja leta 1956. Cerkev je osvetljena s tremi vitražnimi okni, ki so bili izdelani v delavnici Victorja Geste v poznem 19. stoletju. 
Mnogi predmeti iz stolnice pred letom 1693 so preživeli potres in so jih ponovno uporabili za okrasitev nove stolnice. Med njimi so poznogotski zgodnjerenesančni krstilnik iz leta 1495,  glavna vrata stare stolnice, ki so bila izdelana leta 1530, nekaj kornih klopi iz 15. stoletja, pa tudi številne slike. 
V stranski ladji, kapelah in zakristiji je več slik in fresk, med njimi dela Mattie Pretija in Francesca Grandija, Domenica Bruschija, Pietra Gagliardija, Bartolomea Garagone, Vincenza Francesca Zahre, Luigija Moglie in Alessia Erardija. Titularna oltarna slika prikazuje Spreobrnitev svetega Pavla na cesti v Damask, tudi to je delo Mattije Pretija. 
Nekaj marmorja, uporabljenega za okrasitev stolnice, je z rimskih ruševin iz Kartagine in Melite. Kiparji in drugi umetniki, katerih delo krasi stolnico, so Giuseppe Valenti, Francesco Zahra, Claudio Durante, Alessandro Algardi in Vincent Apap.

## Muzej
Stolnični muzej je bil ustanovljen leta 1897, prvotno pa je bil v nekaterih dvoranah ob stolnici. Leta 1969 je bil muzej premaknjen v nekdanjo semenišče na Trgu nadškofa (malteško Pjazza tal-Arċisqof ali Misraħ l-Arċiqof), ki gleda na stranski vhod stolnice. Semenišče je bilo zgrajeno med letoma 1733 in 1742 v baročnem slogu.  Pripisujejo ga arhitektoma Giovanniju Barbari ali Andrei Belliju, čeprav je bil Barbara mrtev, ko se je začela gradnja, tako da je Belli verjetnejši avtor. 
Zbirko muzeja sestavljajo umetnine, ki so bile prej v stolnici, kot so kovanci, srebrnina, verska oblačila in nekateri lesorezi Albrechta Dürerja. 